# Mit Liebe und Entschlossenheit
Mit Liebe und Entschlossenheit (Originaltitel: Avec amour et acharnement, internationaler Titel Both Sides of the Blade) ist ein Liebesfilm von Claire Denis, der im Februar 2022 bei der Berlinale seine Premiere feierte, wo er im Wettbewerb um den Goldenen Bären konkurrierte und Ende August 2022 in die französischen Kinos kam.

## Handlung
Sara arbeitet als Moderatorin für einen französischen Radiosender. Sie lebt in einer glücklichen, partnerschaftlichen Beziehung mit Jean in einer Pariser Wohnung. Nach einem entspannten Urlaub am Meer mit Jean sieht Sara auf dem Weg zur Arbeit ihren früheren Partner François, der gerade mit einer jungen Frau auf ein Motorrad steigt und davonfährt. Dies weckt in ihr Erinnerungen und verschüttete Gefühle. Sie erzählt Jean von dieser Begegnung. Sara erinnert Jean daran, dass François sie vor neun Jahren mit Jean in Kontakt gebracht hat und sie sich nach dem gemeinsamen Besuch eines Festes gedacht habe, sie sei mit dem falschen Mann zusammen. Während nämlich Jean, damals noch verheiratet, nach Hause zu seiner Frau ging, ließ François Sara allein. Von seiner Frau, die nach Martinique zurückgekehrt ist und dort eine neue Familie gegründet hat, hat Jean einen etwa 15-jährigen Sohn, Marcus, für den Jeans Mutter das Sorgerecht hat.
Jean hat wohl Geldsorgen und bittet Sara um ihre Kreditkarte, die sie ihm bereitwillig gibt. Er war wegen Betrugs im Gefängnis. François ruft Jean an und möchte ihn für die Mitarbeit in seiner neuen Agentur in Bayonne gewinnen und mit ihm wie früher zusammenarbeiten: Als ehemaliger Rugbyspieler hat Jean ein Auge für vielversprechende junge Talente, und die beiden haben die Vermittlung dieser jungen Leute an Proficlubs zu ihrem Geschäftsmodell gemacht, als Jean nach einer Verletzung aus dem Profisport ausgeschieden war.
Jeans Mutter ist mit Marcus’ Erziehung überfordert. Er ernährt sich von Fastfood, hebt Geld von ihrem Konto ab und pflegt einen Umgang, der ihn vom Lernen abhält. Jean vernachlässigt seinen Sohn und verliert den Einfluss auf ihn. Schließlich kommt Marcus mit dem Gesetz in Konflikt und soll ausgewiesen werden.
Saras Gefühle für François flammen wieder auf, sodass sie nun erneut zwischen den beiden Männern steht. Nach einer gemeinsamen Nacht mit Sara fordert François Jean auf, Sara zu verlassen. Mit ihren SMS will er Jean beweisen, dass Sara ein doppeltes Spiel spiele. Jean verlässt Sara nach einer heftigen Auseinandersetzung, beendet die Zusammenarbeit mit François und zieht zurück zu seiner Mutter, wo er sich erfolgreich um Marcus kümmert. Saras Handy fällt ins Wasser, alle Dateien sind dauerhaft gelöscht, sodass sie nun auch zu François keinen Kontakt mehr hat. Die Freiheit, die sie vorher vermisste, ist nun da, aber glücklich wirkt Sara nicht.

## Produktion

### Filmstab, Besetzung, Synchronisation und Dreharbeiten
Regie führte Claire Denis. Das Drehbuch mit dem Titel Feu schrieb Denis gemeinsam mit der Schriftstellerin Christine Angot, die bereits für die romantische Tragikomödie Meine schöne innere Sonne als ihre Partnerin fungierte.

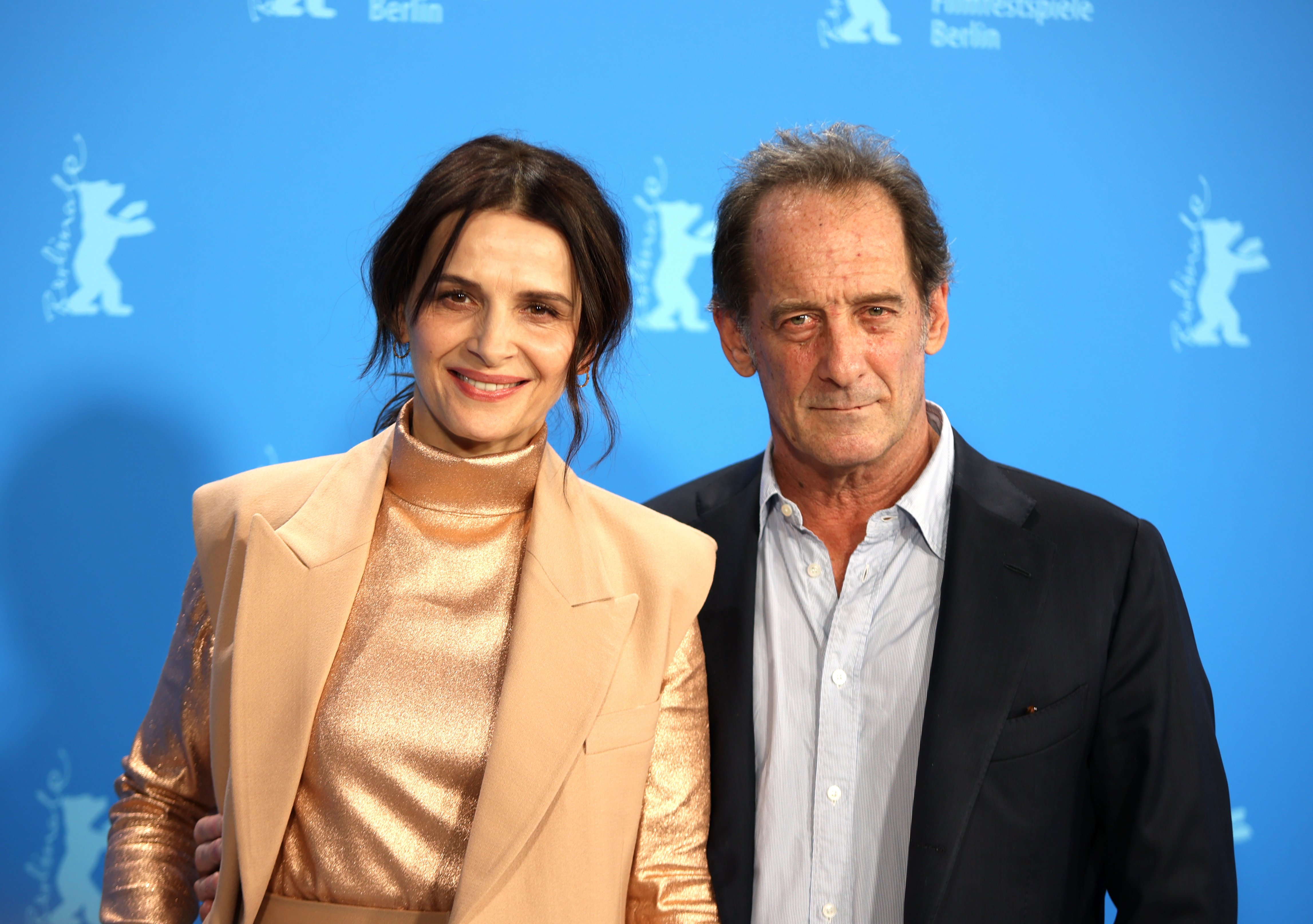
Juliette Binoche und Vincent Lindon, hier im Februar 2022 bei der Berlinale, spielen Sara und Jean

Neben der Oscar-Gewinnerin Juliette Binoche und dem César-Preisträger Vincent Lindon in den Hauptrollen sind Grégoire Colin als François, Mati Diop, Bulle Ogier und Issa Perica als Jeans Sohn Marcus zu sehen.
Die deutsche Synchronisation entstand nach einem Dialogbuch und der Dialogregie von Kira Uecker im Auftrag der Bewegte Bilder Medien GmbH, Tübingen. Christin Marquitan leiht in der deutschen Fassung Binoche in der Rolle von Sara ihre Stimme, Michael Lott Lindon in der Rolle von Jean und Moritz Brendel Colin in der Rolle von François.
Teilweise wurde der Film im berühmten Hauptsitz von Radio France, der Maison de la Radio in Paris, gedreht. Anfang Februar 2021 wurden die Dreharbeiten beendet. Als Kameramann fungierte Éric Gautier.

### Filmmusik
Die Filmmusik steuerten die Tindersticks bei. Der Frontman der britischen Rockband Stuart A. Staples schrieb für den Film ein Stück mit dem Titel Both Sides of the Blade. Zwischen der Band und Claire Denis besteht eine langjährige Freundschaft, und die Band war bereits an den Soundtracks mehrerer ihrer Filme beteiligt. Der Song ist auf der 30th-Anniversary-Compilation mit dem Titel Past Imperfect: The best of tindersticks ’92 – ’21 enthalten, die am 25. März 2022 veröffentlicht wurde. Bereits im Januar 2022 veröffentlichte Staples ein Video zu dem vierminütigen Song. Both Sides of the Blade war auch der ursprüngliche englische Titel des Films. Anfang Oktober 2023 veröffentlichte Lucky Dog ein Soundtrack-Album mit 15 Musikstücken aus Both Sides of the Blade als Download.

### Veröffentlichung
Die Premiere erfolgte am 12. Februar 2022 bei den Internationalen Filmfestspielen in Berlin, wo Mit Liebe und Entschlossenheit im Wettbewerb um den Goldenen Bären konkurriert. Im März 2022 wurde er beim Glasgow Film Festival und bei dem von Unifrance und „Film at Lincoln Center“ gemeinsam organisierten „Rendez-Vous With French Cinema“ in New York gezeigt. Ende März, Anfang April 2022 wurde er beim Sun Valley Film Festival vorgestellt. Ebenfalls im April 2022 wurde er beim Florida Film Festival und beim San Francisco International Film Festival und im Mai 2022 beim Chicago Critics Film Festival gezeigt. Im Juni 2022 wurde er beim Nantucket Film Festival vorgestellt. Ende Juli 2022 wurde der Film beim New Horizons International Film Festival gezeigt. Am 31. August 2022 kam er in die französischen Kinos. Im September 2022 wurde der Film beim San Sebastián International Film Festival gezeigt. Im Oktober 2022 wurde er beim Busan International Film Festival vorgestellt. Kinostart in Deutschland war am 13. Juli 2023.

## Rezeption

### Kritiken

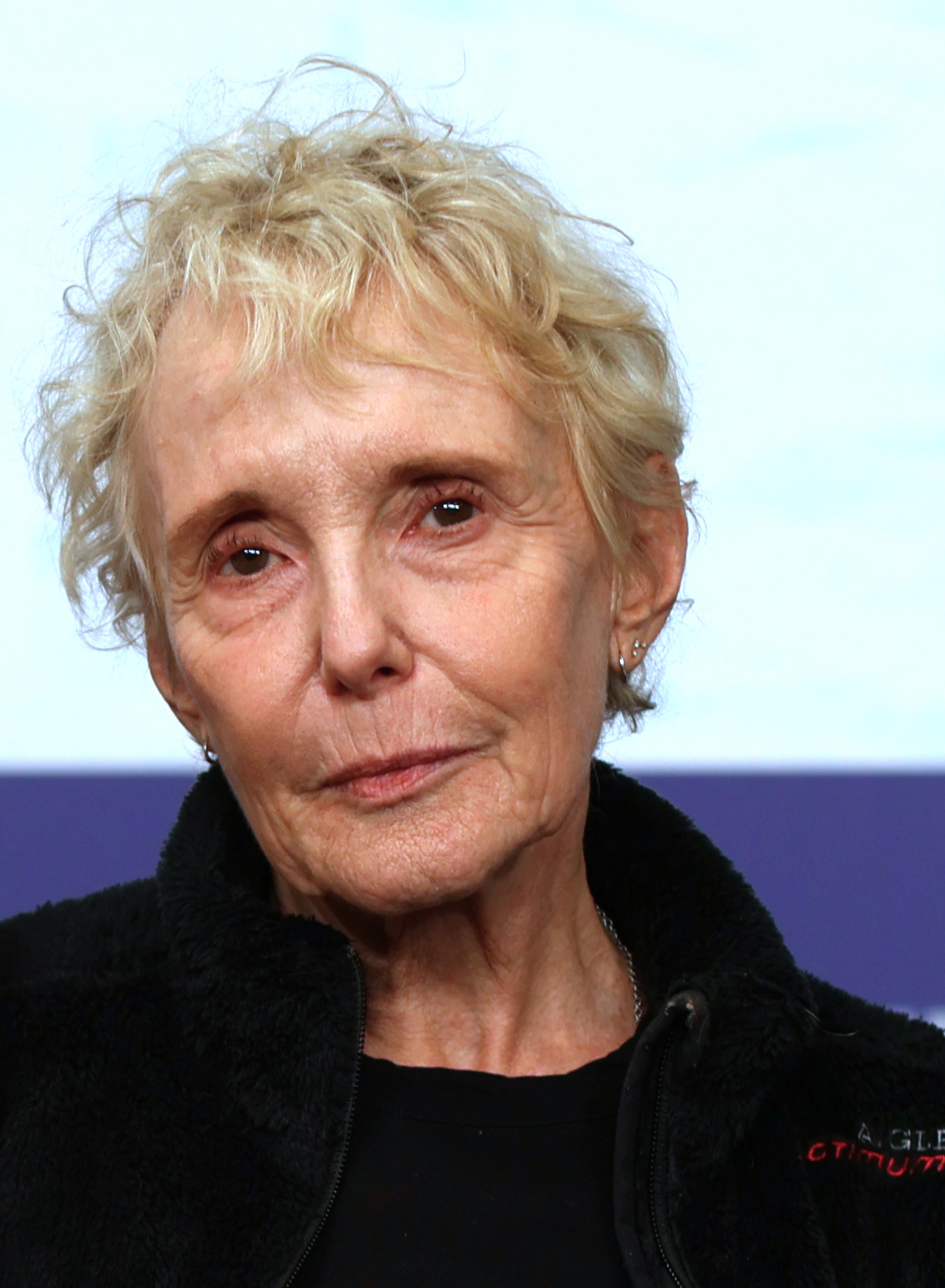
Regisseurin Claire Denis bei der Berlinale im Februar 2022

Von den bei Rotten Tomatoes aufgeführten Kritiken sind 84 Prozent positiv bei einer durchschnittlichen Bewertung mit 7,1 von 10 möglichen Punkten. Auf Metacritic erhielt der Film einen Metascore von 72 von 100 möglichen Punkten.

### Auszeichnungen
Internationale Filmfestspiele Berlin 2022
- Nominierung im Wettbewerb um den Goldenen Bären
- Auszeichnung mit dem Silbernen Bären für die Beste Regie (Claire Denis)

San Sebastian Film Festival  2022
- Nominierung für den Premio Donostia